# Ховд (сомон)

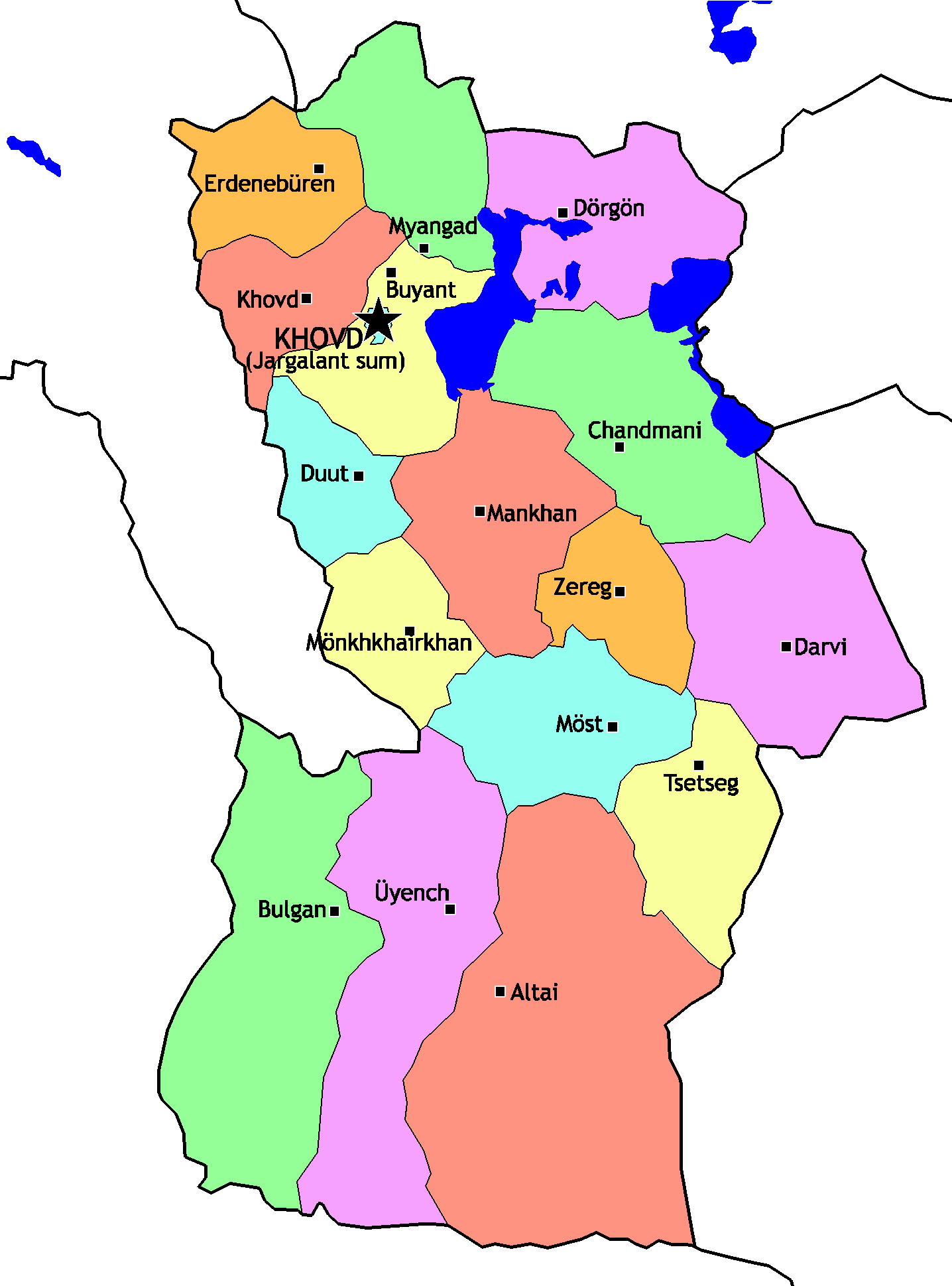
Сомоны аймака Ховд

Ховд (монг. Ховд) — сомон монгольского аймака Ховд.
Численность населения (2005) - 4 644 человек (866 семей). Единственный сомон аймака Ховд, большинство населения которого составляют казахи (96%). Оставшуюся часть населения составляют - чанту (узбеки), мянгады, торгуты и халхи. Численность населения сомона резко снизилась в 1992-93 годах вследствие эмиграции казахов в Казахстан (примерно 1 650 человек или 33% населения сомона). Впоследствии часть мигрантов вернулась. В последние годы, численность населения сомона продолжила снижаться вследствие отрицательного сальдо миграции